# Terra Rica
Terra Rica este un oraș în Paraná (PR), Brazilia.